# بوبر ریش‌سفید
بوبر ریش‌سفید (نام علمی: Criniger ndussumensis) نام یک گونه از سرده بوبرهای موبلند است.